# رونالد باريرا
رونالد باريرا (بالإسبانية: Ronald Barrera)‏ (1984 - ) هو ملاكم كولومبي، صنّف ضمن فئة وزن الذبابة الخفيف ‏ ووزن البانتام ‏ وMini flyweight ‏.

## روابط خارجية
- رونالد باريرا على موقع بوكس ريك (الإنجليزية) (registration required)